# Andrei Kerekeș
Andrei Kerekeș (ur. 4 stycznia 1925 w Reșicie, zm. 31 stycznia 1997 tamże) – rumuński gimnastyk, uczestnik Igrzysk Olimpijskich w 1952 w Helsinkach. Na igrzyskach olimpijskich zajął 72. miejsce w wieloboju gimnastycznym.